# Pomniki przyrody w powiecie warszawskim zachodnim
Pomniki przyrody w powiecie warszawskim zachodnim

## Gmina Ożarów Mazowiecki

### Pomniki przyrody
- lipy drobnolistne w alei do parku w Duchnicach (84 szt) i Wolicy (92 szt)
- Wiąz szypułkowy w parku przy ul. Poniatowskiego oraz w parku Ołtarzewskim w Ożarowie Mazowieckim, w Broniszach, w Duchnicach
- Jesion wyniosły w Ożarowie Mazowieckim (park przy ul. Poniatowskiego, park Ołtarzewski i przy ul. Kościuszki 1), przy alei do parku i obok parku w Duchnicach (5 szt) oraz parku w Płochocinie, Święcicach i Wolicy (2 szt)
- klon, jawor, robinia akacjowa, dąb szypułkowy w parku i obok parku w Duchnicach
- akacja biała, klon jesionolistny – aleja do parku w Wolicy

### Parki dworskie
Pozostałości po dawnych parkach dworskich znaleźć można na terenie Ożarowa i gminy. Są one głównymi
skupiskami zieleni i ostoją zwierzyny. Należą do nich parki:
- Ożarów – Ołtarzew i park przy ul. Poniatowskiego
- gminne – Pilaszków, Macierzysz, Bronisze, Duchnice, Gołaszew, Płochocin, Pogroszew Kolonia, Umiastów, Krączki, Strzykuły, Wolica, Święcice.

### Rezerwaty
Rezerwat "Wolica"(od 1984 r.) jest rezerwatem typu leśnego (pow. 50,39 ha.)
Jest jedynym zachowanym na obszarze terenów rolnych i osiedli fragmentem naturalnej przyrody.
Wiek drzewostanu to 50-70 lat, pojedyncze drzewa mają do 100 lat. Wśród drzewostanu przeważa wiąz, dąb,
olsza i jesion. W podroście przeważa czeremcha, wiąz szypułkowy, wierzba
krucha, olsza czarna, dąb szypułkowy. Rezerwat należy do typu łęgów jesionowo – wiązowych z fragmentem
bogatych grądów niskich.

## Gmina Błonie

### Pomniki przyrody
| nr ew. gminy | typ pomnika | lokalizacja                                    |
| ------------ | --- | ---------------------------------------------- |
| 603          | Kasztanowiec zwyczajny                                                                                          | Błonie, ul. Poselska 5                         |
| 604          | Wiąz szypułkowy                                                                                                 | Błonie, ul. Okrzei 3                           |
| 602          | 2 dęby szypułkowe                                                                                               | Błonie, ul. Narutowicza 4                      |
| 605          | Iglicznia trójcierniowa                                                                                         | Błonie, ul. Okrzei 3                           |
| 801          | Topola biała | Błonie, Cmentarz katolicki Parafii św. Trójcy  |
| 463          | Jesion wyniosły                                                                                                 | Bieniewo-Parcela, park nad stawem              |
| 305          | 75 lip drobnolistnych, 27 jesionów wyniosłych tworzących aleję                                                  | Bramki Ludne, park zabytkowy                   |
| 847          | 2 olchy czarne, lipa drobnolistna                                                                               | Cholewy, przy drodze Cholewy – Nowy Łuszczewek |
| 306          | 2 wiązy szypułkowe                                                                                              | Bramki Ludne, park zabytkowy                   |
| 848          | 2 wiązy szypułkowe, jesion wyniosły                                                                             | Cholewy, park wiejski                          |
| 800          | Topola biała | Łaźniew, przy drodze w pobliżu kościoła        |
| 720          | Dąb szypułkowy, wiąz szypułkowy                                                                                 | Piorunów                                       |
| 755          | 6 dębów szypułkowych, 6 lip drobnolistnych, 2 topole białe, 2 graby zwyczajne, świerk pospolity, Modrzew polski | Pass, park zabytkowy                           |
| 651          | Modrzew europejski                                                                                              | Rochaliki, park zabytkowy                      |
| 802          | Wiąz szypułkowy, jesion wyniosły, lipa drobnolistna                                                             | Radzików, park zabytkowy                       |
| 652          | Lipa drobnolistna                                                                                               | Wawrzyszew, we wsi przy drodze                 |

## Gmina Łomianki
- Kampinoski Park Narodowy
- Warszawski Obszar Chronionego Krajobrazu
- Rezerwat Przyrody Jezioro Kiełpińskie
- Rezerwat Przyrody Ławice Kiełpińskie
- Obszar specjalnej ochrony ptaków Dolina środkowej Wisły
- Obszar specjalnej ochrony ptaków Puszcza Kampinoska

### Pomniki przyrody
| nr ew. gminy | lokalizacja                                                        | typ pomnika                              |
| ------------ | ------------------------------------------------------------------ | ---------------------------------------- |
| 1025         | Aleja Lip                                                          | aleja 43 lip drobnolistnych              |
| 1026         | Łomianki, ul.Dolna 10 (posesja prywatna)                           | 1 dab szypułkowy                         |
| 1027         | Dąbrowa, działka rolna w rejonie ul. Zachodniej i ul.Sierakowskiej | 1 dąb szypułkowy                         |
| 1028         | ul. Partyzantów - odcinek od ul. Konwaliowej do ul. Kwiatowej      | aleja 27 dębów szypułkowych              |
| 1029         | Łomianki, ul.Wesoła 8 (posesja prywatna)                           | 1 dąb szy pułkowy                        |
| 1030         | teren zalewowy pomiędzy wałem przeciwpowodziowym i Wisłą           | 16 topoli czarnych, 2 topole kanadyjskie |
| 1031         | Łomianki Dolne w rejonie jez. Fabrycznego                          | 1 topola kanadyjska                      |

## Gmina Stare Babice

### Pomniki przyrody
| lp | nr Kons. Przyr. | miejscowość        | Gatunek                             | obwód            | wysokość | lokalizacja                                                                                       |
| -- | --------------- | ------------------ | ----------------------------------- | ---------------- | -------- | ------------------------------------------------------------------------------------------------- |
| 1  | 799             | Stare Babice       | Lipa drobnolistna                   | 3,75             | 19       | na cmentarzu kościelnym, przy kościele                                                            |
| 2  | 678             | Zielonki           | Jesion wyniosły, wiek 100 – 120 lat | 3,7              | 27       | Park zabytkowy, część południowa parku wiejskiego oddzielona pasem upraw o szerokości około 80 m. |
| 3  | 725             | Zielonki           | Dąb szypułkowy                      | 3,2              | 21       | Park zabytkowy                                                                                    |
| 4  | 564             | Mariew Mały        | Lipa drobnolistna                   | 3,5              | 16       | Kampinoski Park Narodowy, przy drodze Budy-Zaborów Leś.(do leśniczówki) Buda nr.151               |
| 5  | 594             | Mariew Mały        | Lipa drobnolistna                   | 1,1-1,6 (4 pnie) | 16       | Kampinoski Park Narodowy przy drodze Budy-Zaborów Leś.(do leśniczówki) Buda nr.151                |
| 6  | 205             | Zaborów Leśny      | Lipa drobnolistna                   | 3,9              | 26       | Kampinoski Park Narodowy oddz. 269 obok leśniczówki, przy drodze                                  |
| 7  | 206             | Zaborów Leśny      | 3 dęby szypułkowe                   | 3,0-3,6          | 20-28    | j.w. w pobliżu drogi                                                                              |
| 8  | 567             | Zaborów Leśny      | Jesion wyniosły                     | 2,8              | 17       | j.w. przy drodze wiejskiej, Buda nr 11                                                            |
| 9  | 1039            | Lipków odw. leś.   | Lipa drobnolistna                   | 3,37             | 18       | na terenie leśniczówki, Koczargi Stare 47                                                         |
| 10 | 1229            | Zaborów Leśny-Buda | Lipa drobnolistna                   | 3,28             | 25       | Kampinoski Park Narodowy, oddz. 268i, w lasku na zach. od leśniczówki                             |
| 11 | 1230            | Zaborów Leśny-Buda | Dąb szypułkowy                      | 3,30             | 24       | Kampinoski Park Narodowy, oddz. 269 f, od strony pół.-wsch. leśn.                                 |
| 12 |                 | Janów              | Dąb szypułkowy                      | 270 cm           | 21 m     | ul.Andersa 73, działka rekreacyjna, zachodnia granica działki                                     |

### Parki dworskie i ogrody zabytkowe
1. Lipków (Nr. rej. 135 1057/48) – Park dworski krajobrazowy z XVIII w. o powierzchni 11,6 ha. Dwór murowany z końca XVIII w. w stylu barokowo-klasycystycznym.
2. Lipków (Nr. rej. 136 1058/375) – drzewostan otaczający kościół.
3. Zielonki (Nr. rej. 137 1124/501) – Park dworski geometryczny z częścią krajobrazową z połowy XVIII w. powierzchnia 8,32 ha., w tym 1,32 ha. wód. Dwór, fragmenty dawnych alei tworzących układ geometryczny oraz drzewostan wokół dworu. W parku grupy czarnych sosen i świerków zwykłych. Od wschodu i północy na granicy parku aleje grabowa i lipowo – grabowa (wiek ok. 150-200 lat).

## Gmina Izabelin

### Wybrane pomniki przyrody
- Laski – Brzoza czarna, obw. 90 cm, wys. 16 m, w zadrzewieniu drogi Warszawa – Truskaw, strona południowa obok cmentarza Poległych w 1939 r.

## Parki podworskie[4]
| lp. | gmina             | miejscowość       | powierzchnia |
| --- | ----------------- | ----------------- | ------------ |
| 1   | Błonie            | Bieniewo-Parcela  | 4,0 ha       |
| 1   | Błonie            | Bramki            | 20,38 ha     |
| 2   | Błonie            | Faszczyce         | 7,0 ha       |
| 3   | Błonie            | Łaźniew           | 5,0 ha       |
| 5   | Błonie            | Łuszczewek Nowy   | 2,4 ha       |
| 6   | Błonie            | Pass              | 15,0 ha      |
| 7   | Błonie            | Piorunów          | 3,5 ha       |
| 8   | Błonie            | Rochaliki         | 1,0 ha       |
| 9   | Błonie            | Radzików          | 4,0 ha       |
| 10  | Błonie            | Cholewy           | 2,5 ha       |
| 11  | Kampinos          | Kampinos          | 1,26 ha      |
| 12  | Kampinos          | Łazy              | 4,37         |
| 13  | Kampinos          | Szczytno          | 9,70         |
| 14  | Kampinos          | Strzyżew          | 1,10         |
| 15  | Leszno            | Zaborów           | 9,6 ha       |
| 16  | Leszno            | Leszno            | 6,86 ha      |
| 17  | Leszno            | Rochale Wielkie   | 6,71 ha      |
| 18  | Leszno            | Zaborówek         | 4,28 ha      |
| 19  | Leszno            | Gawartowa Wola    | 1,9 ha       |
| 20  | Leszno            | Wilkowa Wieś      | 1,64 ha      |
| 21  | Ożarów Mazowiecki | Bronisze          | 2,4 ha       |
| 22  | Ożarów Mazowiecki | Duchnice          | 2,7 ha       |
| 23  | Ożarów Mazowiecki | Gołaszew          | 9,5 ha       |
| 24  | Ożarów Mazowiecki | Macierzysz        | 6 ha         |
| 25  | Ożarów Mazowiecki | Ołtarzew          | 15 ha        |
| 26  | Ożarów Mazowiecki | Ożarów Mazowiecki | 2,4 ha       |
| 27  | Ożarów Mazowiecki | Pilaszków         | 6,0 ha       |
| 28  | Ożarów Mazowiecki | Płochocin         | 5,5 ha       |
| 29  | Ożarów Mazowiecki | Święcice          | 2,5 ha       |
| 30  | Ożarów Mazowiecki | Umiastów          | 5,3 ha       |
| 31  | Ożarów Mazowiecki | Wolica            | 5,8 ha       |
| 32  | Stare Babice      | Lipków            | 11,6 ha      |
| 33  | Stare Babice      | Zielonki          | 8,32 ha      |